# ألفرد كونكلينج كوكس جونيور
ألفرد كونكلينج كوكس جونيور (بالإنجليزية: Alfred Conkling Coxe, Jr.) هو قاضي ومحامي أمريكي، ولد في 7 مايو 1880 في أوتيكا في الولايات المتحدة، وتوفي في 21 ديسمبر 1957 في أولد لايم في الولايات المتحدة.